# Denis Kolinger
Denis Kolinger, né le 14 janvier 1994 à Malsch en Allemagne, est un footballeur croate qui évolue au poste de défenseur central au CFR Cluj, en prêt du Vejle BK.

## Biographie

### Carrière en club

#### Débuts professionnels
Né à Malsch en Allemagne, Denis Kolinger est formé par l'un des clubs de sa ville natale, le NK Zagreb.
Il rejoint le Lokomotiva Zagreb en 2016. Ses performances avec le Lokomotiva lors de la saison 2017-2018 attirent l'attention de plusieurs clubs anglai comme Brighton & Hove Albion, Middlesbrough FC ou encore le Reading FC, mais Kolinger reste finalement au Lokomotiva.
Kolinger est par la suite nommé capitaine du Lokomotiva Zagreb. Avec ce club, il lutte pour le haut du tableau lors de la saison 2019-2020. Le 21 juin 2020, il se met en évidence en inscrivant son premier doublé en championnat, lors de la réception de l'Hajduk Split, permettant à son équipe de l'emporter sur le score de 3-2. Le Lokomotiva termine finalement à la deuxième place du classement, derrière le Dinamo Zagreb.

### Vejle BK
Le 15 janvier 2021, Denis Kolinger signe au Vejle BK, un contrat courant jusqu'en 2024,. Il joue son premier match sous ses nouvelles couleurs le 2 février 2021, face à l'AGF Aarhus en championnat. Les deux équipes se neutralisent ce jour-là (0-0).

### En sélection
Denis Kolinger honore sa première sélection avec l'équipe nationale de Croatie le 28 mai 2017 lors d'un match amical face au Mexique. Il entre en jeu lors de cette à la place de Fran Tudor lors de cette rencontre remportée par son équipe (1-2).